# San Giuseppe Jato
San Giuseppe Jato (sicilià San Giuseppi Jatu) és un municipi italià, dins de la ciutat metropolitana de Palerm. L'any 2007 tenia 8.349 habitants. Limita amb els municipis de Monreale, Piana degli Albanesi i San Cipirello.

## Administració
| Període | Identitat               | Partit      |
| ------- | ----------------------- | ----------- |
| 2007-   | Giuseppe Cosmo Siviglia | Centredreta |